# پی‌آراس گیتارز

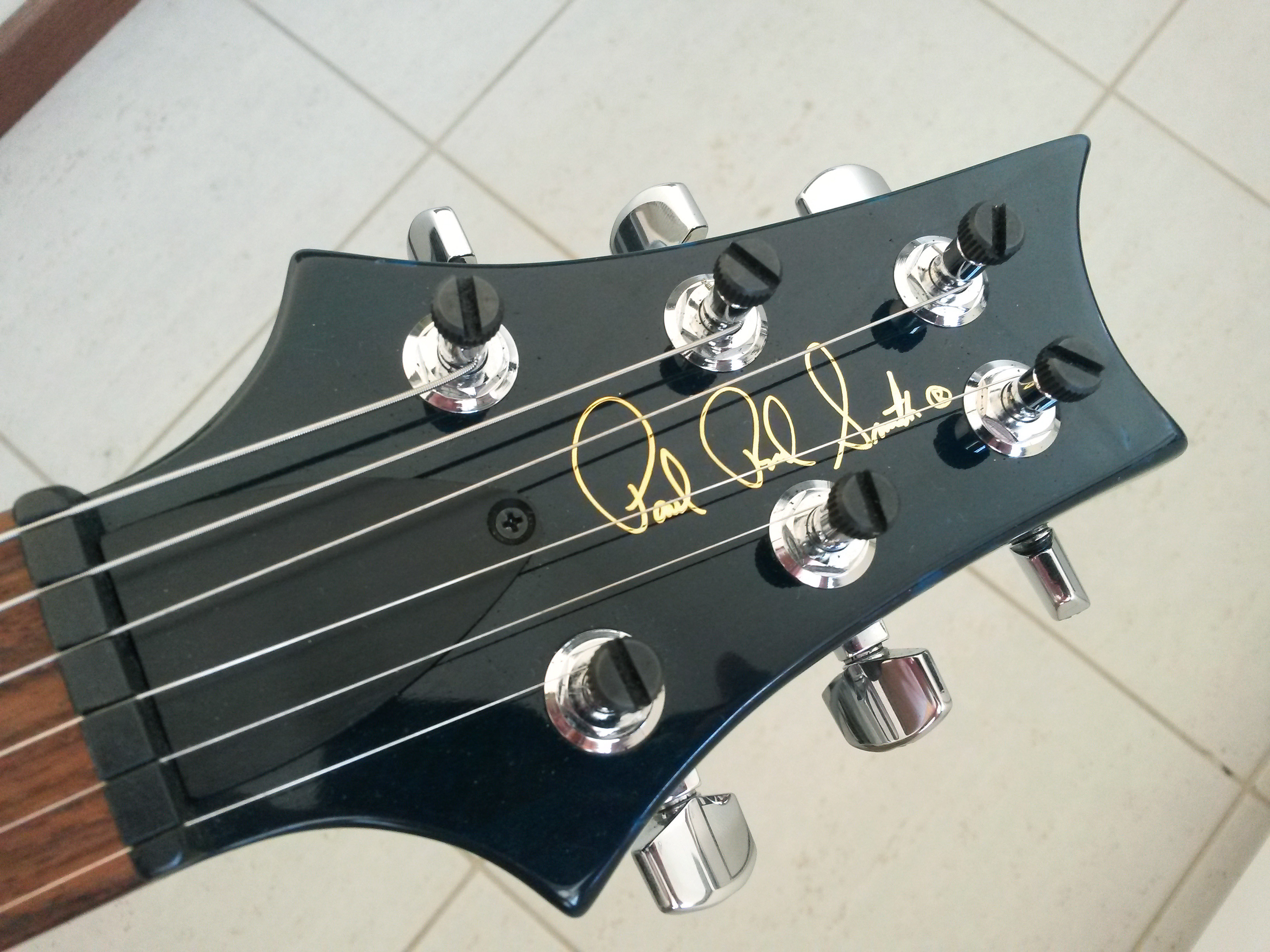
سردسته یک گیتار PRS و لوگوی روی آن نشان تجاری و پتنت هستند.

پی‌آراس گیتارز (به انگلیسی: PRS Guitars) نام یک تولیدکنندهٔ آمریکایی گیتارهای الکتریک، آکوستیک و آمپلی‌فایر است که دفتر مرکزی آن در استونسویل، مریلند قرار دارد و بنیان‌گذار آن یک گیتاریست و استاد سازندهٔ سازهای زهی به نام پاول رید اسمیت (PRS) است.
PRS به عنوان یک تولیدکنندهٔ گیتارهای الکتریک رده بالا در آمریکا، و همچنین فروش سفارشی سازها، شهرت بالایی دارد. از ده ۱۹۹۰، PRS تولید خود را به آسیا گسترش داد و خط تولید مقرون به صرفهٔ گیتارهایش با پس‌وند "SE" در کرهٔ جنوبی را ایجاد کرد و در سال ۲۰۱۳ آنها شروع به تولید گیتارهای مقرون به صرفه‌تری با پس‌وند "S2" در آمریکا کردند.
هنرمندان بسیار معروفی از گیتارهای PRS استفاده دائم یا مقطعی می‌کنند که می‌توان به جان میر، کارلوس سانتانا، تد نیوجنت، استیون ویلسون، اوریانتی، مارک ترمونتی (گیتاریست آلتر بریج)، کلینت لووری (گیتاریست سونداست)، Pete Loeffler (گیتاریست چه‌ول/Chevelle)، Benjamin Burnley (گیتاریست بریکینگ بنجامین)، میکائیل اکرفلت گیتاریست opeth، آل دی میولا و مایک اولدفیلد اشاره کرد.

## مدل ها

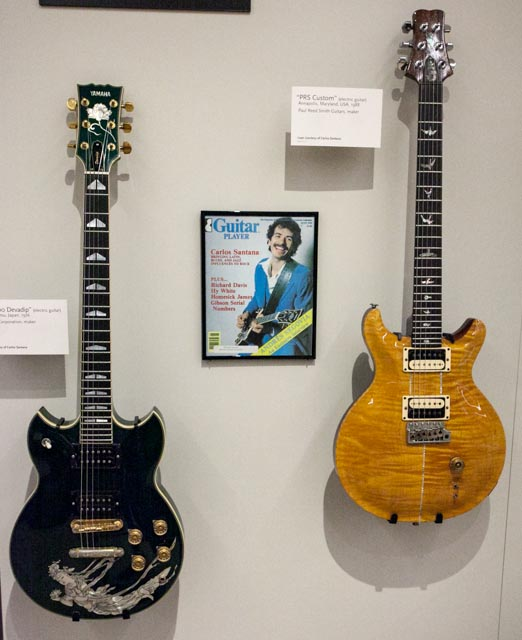
در مدل از انواع گیتارها

در سال ۱۹۸۵ پاول رید اسمیت شروع به تولید گیتار های کارخانه‌ای کرد که بعد ها به PRS Standard معروف شد.
در سال 1988، پاول رید اسمیت سری Bolt-On مقرون‌به‌صرفه‌تر خود را معرفی کرد که به عنوان کلاسیک الکتریک (مدل‌های CE،) شناخته می‌شوند که در سال 2009 متوقف شد. در سال 2016، خط CE دوباره به تولید رسید.
در سال ۲۰۰۰، PRS یک ورژن مقرون به صرفه تر از گیتار که سری SE نام دارد را معرفی کرد که در کره ساخته می‌شود. PRS طیف وسیعی از مدل ها را در سری SE تولید کرد از جمله Custom 24، SE245 SE Kestrel، و Kingfisherباس و…
در سال ۲۰۰۹، PRS طیفی از آمپلی‌فایر و گیتار آکوستیک را معرفی کرد.
در سال ۲۰۱۳، PRS سری S2 را اضافه کرد و در سال ۲۰۱۸، PRS شروع به ساخت یک گیتار سیگنچر با نام Silver Sky بر اساس دو گیتار مورد علاقه جان میر از دهه ۶۰ کرد. در سال ۲۰۲۱ مدل SE گیتار Silver Sky معرفی شد.
در سال ۲۰۱۹، PRS سه مدل گیتار SE سیگنچر را معرفی کرد : PRS SE Santana Singlecut Trem, PRS SE Paul's Guitar, و PRS SE Schizoid.

## نگارخانه

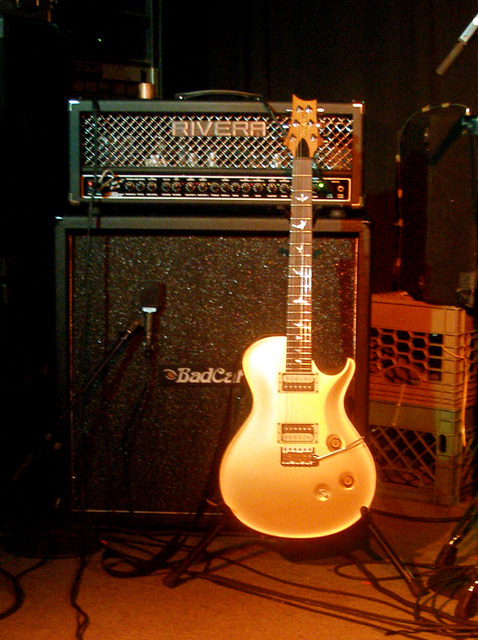
گیتار طلایی استیون ویلسون
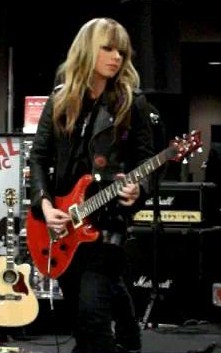
اوریانتی در حال نواختن با یک گیتار PRS
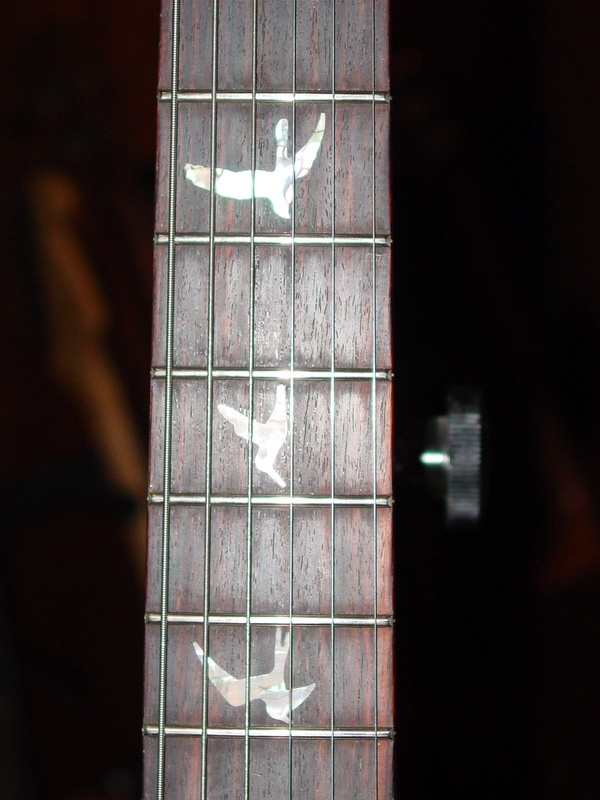

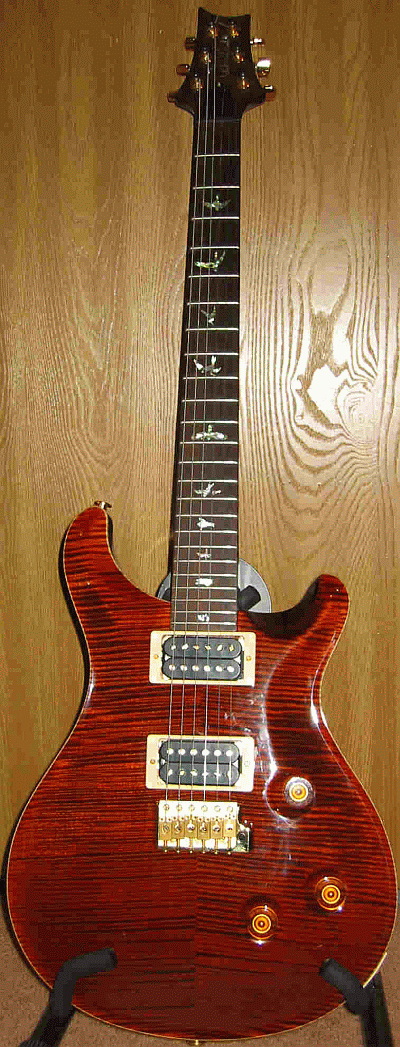
PRS Custom 24